# Iulius Group
Iulius Group este o companie activă în domeniul dezvoltării și operării de centre comerciale în România. Compania a fost înființată în 1991, de către omul de afaceri Iulian Adrian Dascălu, în Iași.
Primul obiect de activitate a fost fabricarea și comercializarea de produse vestimentare, accesorii din piele și încălțăminte. Firma s-a extins și și-a creat o rețea de opt magazine, deschise în cele mai importante orașe din țară. În 1995, Iulius Group a inaugurat primul centru comercial la Iași.
Iulius Group deține cinci mall-uri în Timișoara, Iași, Suceava și Cluj-Napoca. Suprafața închiriabilă a celor cinci centre comerciale deținute de Iulian Dascălu se ridică la peste 300.000 de metri pătrați. În Timișoara, Iulius Group a realizat ansamblul urbanistic Iulius Town, în urma unei investiții de peste 442 milioane de euro , în Iași, în apropierea Centrului Civic, ansamblul mixt Palas, în urma unei investiții de 265 milioane euro, iar în Cluj-Napoca, Iulius Group a realizat proiectul de birouri Iulius Business Center.
Cifra de afaceri pentru anul 2012, pe întreaga rețea națională Iulius (veniturile încasate din chirii), a fost de peste 50 milioane de euro.

## Centre Comerciale
În prezent, compania deține cinci centre comerciale operaționale:
- Iulius Mall Timișoara  Arhivat în 17 octombrie 2016, la Wayback Machine. ,inaugurat în 2005 și extins în 2009 și 2019. Are o suprafață închiriabilă de 118.000 mp, 450 de magazine (branduri internaționale, naționale și locale), un hipermarket Auchan de 11.500 mp, multiplex Cinema City cu 12 săli cu concepte VIP All Inclusive și sala Dolby Atmos, cea mai mare sală de fitness World Class din România, food court cu o capacitate de peste 2.500 de locuri, clubul de bowling și biliard BlackBox, cazinoul Metropolis, spațiile de joacă Kids Land și Play Zone, fresh market, perete de alpinism, patinoar sezonier, zone de lounge, restaurante, terase, baruri, numeroase cafenele, spații de relaxare și loisir, parcuri, lac, precum și târguri, evenimente interactive și expoziții. În anul 2015 s-au început lucrările de extindere a centrului prin ansamblul Iulius Town, o investiție de peste 442 de milioane de euro [10], într-un amplu proiect multifuncțional de regenerare urbană [11], investiția fiind una din cele mai mari infuzii de capital privat în sectorul de real estate din România și cea mai mare investiție imobiliară din afara Bucureștiului. [12]
- Palas Iași, inaugurat în 2012, cu o suprafață de 270.000 mp.
- Iulius Mall Iași a fost inaugurat în 2000, fiind primul mall din afara Bucureștiului[13] și extins în 2005 și 2008, cu o suprafață de 38.000 mp și 210 magazine (operatori internationali, nationali si locali), foodcourt, sală de bowling, restaurante, cafenele și baruri, loc de joacă pentru copii și cinematograf multiplex cu 5 săli, patinoar.
- Iulius Mall Cluj, inaugurat în 2007, cu o suprafață de 147.000 mp (incluzând o clădire de birouri, de clasa A).
- Iulius Mall Suceava, s-a deschis pe 15 noiembrie 2008; construit pe trei niveluri, pe o suprafață de 70.000 de mp, Iulius Mall Suceava are o suprafață închiriabilă de 50.000 de metri pătrați; principalele ancore sunt reprezentate de hipermarketul Auchan (10.500 mp) și de magazinul de bricolaj Bricostore (9.500 mp), la care se adaugă două magazine de electronice și electrocasnice, Media Galaxy (1.350 mp) și Domo (1.042 mp) și alte 150 de magazine din diverse domenii.

## Cifra de afaceri
- 2013: 64,5 milioane euro [14]
- 2012: 50 milioane euro[3]
- 2008: 35 milioane euro [15]
- 2006: 19 milioane euro [16]